# Жикарце
Жикарце (словен. Žikarce) — поселення в общині Дуплек, Подравський регіон‎, Словенія.